# غاو بوميرانيا
غاو بوميرانيا (بالألمانية: Gau Pommern ) كان قسمًا إداريًا لألمانيا النازية من عام 1933 إلى عام 1945 في مقاطعة بوميرانيا البروسية. قبل ذلك، من عام 1931 إلى عام 1933، كان التقسيم الإقليمي للحزب النازي في تلك المنطقة. أصبح معظم غاو جزءًا من بولندا بعد الحرب العالمية الثانية بينما أصبح الباقي جزءًا مما سيصبح ألمانيا الشرقية.

## التاريخ
تم إنشاء نظام النازي جاو في الأصل في مؤتمر للحزب في 22 مايو 1926، من أجل تحسين إدارة هيكل الحزب. منذ عام 1933 وما بعده، بعد الاستيلاء النازي على السلطة، حل الجاو محل الولايات الألمانية كتقسيمات إدارية في ألمانيا. 
على رأس كل جاو، هناك غاوليتر ذو صلاحيات شبه مطلقة. كل غاولتير محلي غالبًا ما كان يشغل مناصب حكومية بالإضافة إلى مناصب حزبية وكان مسؤولًا، من بين أشياء أخرى، عن الدعاية والمراقبة، ومنذ سبتمبر 1944 فصاعدًا، فولكسستورم والدفاع عن الغاو.  
تم شغل منصب غاولايتر بوميرانيا من قبل فيلهلم كاربينشتاين من عام 1931 إلى عام 1934، يليه فرانز شويدي كوبورج من عام 1934 إلى عام 1945.   نجا بوميرانيا الأصلي، Karpenstein، من الحرب وتوفي في عام 1968.  ثانيها، فرانز شويدي، كان أول عضو في الحزب النازي ليصبح عمدة لمدينة ألمانية، كوبورغ في بافاريا، وبالتالي حصل على الإضافة الفخرية لكوبورغ إلى اسمه من قبل أدولف هتلر. كجزء من معاداة السامية السامية شويدي كوبورغ، تم ترحيل آخر يهود في بوميرانيا في أوائل عام 1940 وبالتالي جعلوا جاو أول من يكون يودناين، خال من اليهود. عندما وصلت القوات السوفيتية إلى بوميرانيا، قام بتأجيل ترتيب الإخلاء، وبالتالي تخلى عن الكثير من السكان والبضائع وراء خطوط العدو. تسبب إصراره على إرسال وحدات فولكسستورم غير المدربة في المعركة إلى جعل بوميرانيا تحتل المرتبة الثالثة من حيث عدد ضحايا فولكسستورم من الغاو الألماني. هرب من بوميرانيا ولكن تم القبض عليه من قبل القوات البريطانية. أرسل إلى السجن لمدة 10 سنوات عام 1948 وتوفي في كوبورغ عام 1960. 